# 第九季超級籃球聯賽總冠軍賽
第九季超級籃球聯賽總冠軍賽是第九季超級籃球聯賽的最後一個系列賽程，在2012年5月5日至2012年5月10日間進行，結果由臺中璞園以4比0擊敗臺北達欣，拿下隊史第一座年度冠軍。

## 兩隊比較
|            | 臺北達欣      | 臺中璞園        |
| ---------- | ------------- | --------------- |
| 例行賽戰績 | 16勝14敗      | 22勝8敗         |
| 準決賽     | 4:3贏台灣啤酒 | 4:1贏裕隆納智捷 |
| 總教練     | 邱大宗        | 許晉哲          |

## 逐場摘要
第一戰
| 2012-5-5 19:00 |

| 賽後數據 |

| 臺北達欣 70–88 臺中璞園                          |  |                                                   |
| 得分： 菲立斯 19 篮板： 菲立斯 8 助攻： 林宜輝 6 |  | 得分： 陳世杰 24 篮板： 戴維斯 13 助攻： 蔡文誠 5 |

第二戰
| 2012-5-6 19:00 |

| 賽後數據 |

| 臺中璞園 85–81 臺北達欣                        |  |                                                  |
| 得分： 簡浩 18 篮板： 陳世杰 9 助攻： 陳信安 5 |  | 得分： 林宜輝 23 篮板： 菲立斯 9 助攻： 許皓程 3 |

第三戰
| 2012-5-8 19:00 |

| 賽後數據 |

| 臺北達欣 72–75 臺中璞園                       |  |                                                   |
| 得分： 田壘 23 篮板： 菲立斯 11 助攻： 田壘 4 |  | 得分： 陳信安 19 篮板： 陳世杰 11 助攻： 陳世杰 8 |

第四戰
| 2012-5-10 19:00 |

| 賽後數據 |

| 臺中璞園 81–71 臺北達欣                           |  |                                                  |
| 得分： 戴維斯 16 篮板： 戴維斯 18 助攻： 陳世杰 7 |  | 得分： 菲立斯 19 篮板： 菲立斯 8 助攻： 許皓程 5 |

## 外部連結
- 超級籃球聯賽(新)官方網站 （页面存档备份，存于）